# Frobenius-Normalform
Die Frobenius-Normalform (nach Ferdinand Georg Frobenius) oder rationale Normalform einer quadratischen Matrix {\displaystyle A} mit Einträgen in einem beliebigen Körper {\displaystyle K} ist eine transformierte Matrix {\displaystyle T^{-1}AT} (mit invertierbarer Matrix {\displaystyle T}), die eine spezielle übersichtliche Form hat. „Übersichtlich“ deswegen, weil sich jede Matrix in genau eine Matrix dieser Form transformieren lässt und sich zwei Matrizen daher genau dann ineinander transformieren lassen, wenn sie dieselbe Frobenius-Normalform haben. Wenn das der Fall ist, sagt man auch, die zwei Matrizen seien sich ähnlich, weil sie dieselbe lineare Abbildung bezüglich unterschiedlicher Basen darstellen. Zu jeder linearen Abbildung eines endlichdimensionalen Vektorraums in sich gibt es daher eine Basis, bezüglich welcher sie in Frobenius-Normalform dargestellt wird. Es kann mehrere solche Basen geben, die Transformationsmatrix {\displaystyle T} ist also nicht eindeutig bestimmt.
Die Frobenius-Normalform lässt sich einerseits als Alternative zur jordanschen Normalform auffassen (die ihrerseits eine Verallgemeinerung der Diagonalform ist), wobei nicht mehr vorausgesetzt werden muss, dass das charakteristische Polynom in Linearfaktoren zerfällt. Andererseits charakterisiert das Lemma von Frobenius zueinander ähnliche Matrizen durch die Elementarteiler ihrer charakteristischen Matrizen und liefert die Frobenius-Normalform als Normalform des Vektorraums unter der Operation eines Polynomrings.

## Verallgemeinerung der Diagonalisierung
Wenn eine Matrix {\displaystyle A\in K^{n\times n}} diagonalisierbar ist, zerfällt ihr charakteristisches Polynom {\displaystyle f(x)={\rm {det}}(xE-A)} in lauter Linearfaktoren {\displaystyle (x-\lambda _{1})\cdot \ldots \cdot (x-\lambda _{n})} mit Eigenwerten {\displaystyle \lambda _{i}\in K}.
Die zugehörigen Eigenvektoren {\displaystyle v_{i}} mit {\displaystyle (A-\lambda _{i}E)v_{i}=0} bilden eine Basis des Vektorraums {\displaystyle K^{n}}, in der jeder Basisvektor durch {\displaystyle A} auf ein Vielfaches von sich abgebildet wird.
Bei einer nicht diagonalisierbaren Matrix {\displaystyle A} sind nicht genügend Eigenvektoren für eine Basis vorhanden, oder das charakteristische Polynom
{\displaystyle f=p_{1}\cdot \ldots \cdot p_{l}} zerfällt in irreduzible Faktoren {\displaystyle p_{i}}, die nicht alle Grad 1 haben. Zur Ermittlung der Frobenius-Normalform von {\displaystyle A} wird dann analog zum letzten Absatz eine Basis aus Vektoren gesucht, die von bestimmten Produkten der irreduziblen Faktoren {\displaystyle f_{i}(A)=p_{j_{1}}(A)\cdots p_{j_{k}}(A)} etc. zu null gemacht werden. Es zeigt sich, dass dies möglich ist und man schließlich eine Darstellung {\displaystyle f=f_{1}\cdot \ldots \cdot f_{m}} erhält, in der {\displaystyle f_{1}} Teiler von {\displaystyle f_{2}} ist, {\displaystyle f_{2}} Teiler von {\displaystyle f_{3}} usw.
Zum Faktor {\displaystyle f_{i}(x)=x^{d}+a_{d-1}x^{d-1}+\cdots +a_{0}} gehören dabei die Basisvektoren {\displaystyle (v_{i},Av_{i},\ldots ,A^{d-1}v_{i})}, deren Teilraum wegen {\displaystyle f_{i}(A)v_{i}=0=(A^{d}+a_{d-1}A^{d-1}+\cdots +a_{0}E)v_{i}} von {\displaystyle A} in sich abgebildet wird und auf dem {\displaystyle A} bezüglich dieser Basisvektoren durch die Matrix
{\displaystyle B_{f_{i}}={\begin{pmatrix}&&&-a_{0}\\1&&&-a_{1}\\&\ddots &&\vdots \\&&1&-a_{d-1}\end{pmatrix}}}
dargestellt wird (die nicht angegebenen Einträge in dieser sog. Begleitmatrix zum Polynom {\displaystyle f_{i}} sind 0). Der gesamte Vektorraum {\displaystyle K^{n}} zerfällt in solche {\displaystyle A}-invarianten Teilräume, und {\displaystyle A} lässt sich insgesamt durch die Blockdiagonalmatrix
{\displaystyle {\begin{pmatrix}B_{f_{1}}&&\\&\ddots &\\&&B_{f_{m}}\end{pmatrix}}}
darstellen. Sie ist die Frobenius-Normalform von {\displaystyle A}.
Ein Nachteil dabei ist, dass die Frobenius-Normalform einer Diagonalmatrix mit Eigenwerten 1 und 2 nicht Diagonalform hat, sondern
{\displaystyle B_{x^{2}-3x+2}={\begin{pmatrix}0&-2\\1&3\end{pmatrix}}}
ist. Abhilfe schafft hier die Weierstraß-Normalform, in der die Begleitmatrix {\displaystyle B_{f_{i}}} in der Blockdiagonalmatrix ersetzt wird durch die Begleitmatrizen der Potenzen verschiedener irreduzibler Faktoren von {\displaystyle f_{i}}, also etwa durch
{\displaystyle {\begin{pmatrix}B_{p_{1}^{2}}&\\&B_{p_{2}}\end{pmatrix}},}
falls {\displaystyle f_{i}=p_{1}^{2}p_{2}} mit {\displaystyle p_{1}\neq p_{2}}. Eine Matrix ist genau dann diagonalisierbar, wenn alle diese Faktoren linear sind und keiner in zweiter oder höherer Potenz vorkommt; also ist dann auch ihre Weierstraß-Normalform eine Diagonalmatrix.

## Lemma von Frobenius
Die Menge aller Polynome, das sind Ausdrücke der Form {\displaystyle h(x)=a_{0}+a_{1}x+\cdots +a_{d}x^{d}}, mit Koeffizienten {\displaystyle a_{i}\in K}, bildet einen Ring, den sog. Polynomring {\displaystyle K[x]}. Wenn eine Matrix {\displaystyle A\in K^{n\times n}}
vorgegeben ist, kann man ein Produkt aus Polynom {\displaystyle h\in K[x]} und Vektor {\displaystyle u\in K^{n}} definieren durch {\displaystyle h(x)\cdot u=h(A)\cdot u}, für das die erwarteten Assoziativ- und Distributivgesetze gelten. Man spricht von einer Operation des Polynomrings auf dem Vektorraum, durch die der Vektorraum {\displaystyle K^{n}} zu einem {\displaystyle K[x]}-Modul {\displaystyle {\mathcal {A}}} wird.
Nach Wahl einer Basis {\displaystyle (u_{1},\ldots ,u_{n})} von {\displaystyle K^{n}} kann man einen {\displaystyle K[x]}-Modul-Isomorphismus {\displaystyle \beta \colon K[x]^{n}/M\to {\mathcal {A}}} angeben. Sein Definitionsbereich ist der Faktormodul von {\displaystyle K[x]^{n}} modulo {\displaystyle M=\langle xE-A\rangle }, wobei der Ausdruck in spitzen Klammern (in einer ad hoc gewählten Notation) das Erzeugnis der Spalten der charakteristischen Matrix {\displaystyle xE-A} bezeichnet. Dieser Isomorphismus überträgt die Operation des Polynomrings, d. h., {\displaystyle \beta (hg+M)=h\beta (g+M)} für {\displaystyle h\in K[x]}, {\displaystyle g\in K[x]^{n}}, und er ist definiert durch
{\displaystyle \beta ({\begin{pmatrix}g_{1}\\\vdots \\g_{n}\end{pmatrix}}+M)=\sum _{i=1}^{n}g_{i}(A)u_{i}.}
Die charakteristische Matrix {\displaystyle xE-A\in K[x]^{n\times n}} mit Einträgen im Polynomring kann durch den Elementarteileralgorithmus in eine Matrix
{\displaystyle P(xE-A)Q={\begin{pmatrix}1&&&&&\\&\ddots &&&&\\&&1&&&\\&&&f_{1}&&\\&&&&\ddots &\\&&&&&f_{m}\end{pmatrix}}}
mit invertierbaren {\displaystyle P,Q\in K[x]^{n\times n}} überführt werden, wobei {\displaystyle f_{1}} Teiler von {\displaystyle f_{2}} ist, {\displaystyle f_{2}} Teiler von {\displaystyle f_{3}} usw., und die Polynome {\displaystyle f_{i}} führenden Koeffizienten 1 haben. Diese Polynome heißen die Invariantenteiler der charakteristischen Matrix, die Potenzen der irreduziblen Faktoren der {\displaystyle f_{i}} heißen Elementarteiler, und {\displaystyle f=f_{1}\cdot \ldots \cdot f_{m}} ist das charakteristische Polynom von {\displaystyle A}, denn {\displaystyle f=\det(xE-A)=\det(P(xE-A)Q)} (die Determinante der charakteristischen Matrix ändert sich nicht bei Multiplikation mit den invertierbaren {\displaystyle P} und {\displaystyle Q}). {\displaystyle f_{m}} ist das Minimalpolynom von {\displaystyle A}.
Wegen der Invertierbarkeit von {\displaystyle P} und {\displaystyle Q} ist der {\displaystyle K[x]}-Modul {\displaystyle {\mathcal {A}}} nun nicht nur isomorph (nämlich durch {\displaystyle \beta }) zu {\displaystyle K[x]^{n}/\langle xE-A\rangle }, sondern auch isomorph zu {\displaystyle K[x]^{n}/\langle P(xE-A)Q\rangle }. Dieser Faktormodul zerfällt als direkte Summe {\displaystyle K[x]/(f_{1})\oplus \cdots \oplus K[x]/(f_{m})}; siehe auch den Satz über invariante Faktoren in endlich erzeugten Moduln über einem Hauptidealring. Die Operation des Polynoms {\displaystyle x} auf dem direkten Summanden {\displaystyle K[x]/(f_{i})} wird durch die Begleitmatrix {\displaystyle B_{f_{i}}} dargestellt, wenn eine Basis {\displaystyle (v_{i},x\cdot v_{i},\ldots )=(v_{i},Av_{i},\ldots )} wie im vorigen Abschnitt gewählt wird, und für die Operation von {\displaystyle x} bzw. {\displaystyle A} auf dem ganzen Modul {\displaystyle {\mathcal {A}}} ergibt sich eine Darstellung durch die Frobenius-Normalform.
Ist eine weitere Matrix {\displaystyle A'\in K^{n\times n}} gegeben, so macht diese {\displaystyle K^{n}} zu einem weiteren {\displaystyle K[x]}-Modul {\displaystyle {\mathcal {A}}'}. Ein Isomorphismus {\displaystyle \gamma \colon {\mathcal {A}}\to {\mathcal {A}}'} muss die Operation von {\displaystyle K[x]} übertragen, also {\displaystyle \gamma \circ A=A'\circ \gamma }, was bedeutet, dass {\displaystyle A'} durch die Matrix von {\displaystyle \gamma } bzgl. der gewählten Basis {\displaystyle (u_{1},\ldots ,u_{n})} in {\displaystyle A} transformiert wird. Ähnlichkeit von Matrizen {\displaystyle A} und {\displaystyle A'} ist demnach gleichbedeutend mit Isomorphie der zugehörigen {\displaystyle K[x]}-Moduln {\displaystyle {\mathcal {A}}} und {\displaystyle {\mathcal {A}}'}; und deren oben besprochene Zerlegung in invariante Faktoren hat gezeigt, dass diese Isomorphie genau dann vorliegt, wenn die charakteristischen Matrizen {\displaystyle xE-A} und {\displaystyle xE-A'} dieselben Elementarteiler haben. Diese Aussage ist als Lemma von Frobenius bekannt.
Als weitere Folgerung aus dem Gezeigten ergibt sich der Satz von Cayley-Hamilton: Die Operation des charakteristischen Polynoms {\displaystyle f} macht alle direkten Summanden {\displaystyle K[x]/(f_{i})} zu null, weil alle {\displaystyle f_{i}} Teiler von {\displaystyle f} sind. Deswegen gilt {\displaystyle f(A)=0}, d. h. jede quadratische Matrix ist Nullstelle ihres charakteristischen Polynoms.